# Pharaoh: A New Era
Pharaoh: A New Era ist eine Städtebau-Simulation, die von Triskell Interactive entwickelt und 2023 von Dotemu veröffentlicht wurde. Das Computerspiel ist ein Remake des 1999 erschienenen Pharao, besonders die Spielgrafiken und die Benutzeroberfläche wurden an die modernen Standards angepasst.

## Spielprinzip
Der Spieler kontrolliert Auf- und Ausbau von Siedlungen im alten Ägypten aus der isometrischen Perspektive. Das Remake orientiert sich inhaltlich streng am Original: Eine umfangreiche Kampagne führt in 53 Missionen vom grundlegenden Bau einer Siedlung aus einfachen Hütten hin zu einer florierenden Stadt mit komplexem Wirtschaftssystem und prächtigen Monumenten im alten Ägypten. Dabei sind die 15 Missionen der Pharao-Erweiterung Königin des Nils: Kleopatra bereits enthalten. Außerdem gibt es einen Sandbox-Modus zum freien Spielen und einen Karteneditor zum Erstellen eigener Szenarien, die mit der Community geteilt werden können.
Zusätzlich zu überarbeiteten Spielmechaniken gibt es neue Features, wie das Nilometer, mit dem der Spieler die Nilflut im Auge behalten und so den Nahrungsanbau effizienter planen kann. Außerdem wurde der globale Arbeiterpool aus Zeus: Herrscher des Olymp implementiert, sodass Arbeiter für die Industriegebäude nicht mehr in der unmittelbaren Umgebung angesiedelt werden müssen.

## Entwicklung
Auf der Suche nach einem Publisher präsentierte Triskell Interactive zunächst ein namentlich nicht weiter genanntes Aufbauspiel, welches Dotemu zwar gefiel, aber inhaltlich nicht ganz passte. Dotemu-CEO Cyrill Imbert fragte die Entwickler daraufhin, welches Aufbauspiel ihr absoluter Favorit wäre – Pharao – und ob sie gewillt wären, ein Remake davon zu machen. Nachdem Dotemu darauffolgend die Lizenz von Activision einholte, wurde Pharaoh: A New Era am 15. Februar 2023 veröffentlicht.

## Rezeption
Pharaoh: A New Era erhielt weitestgehend positive Reviews. Metacritic ermittelte eine aggregierte Wertung von 76 aus 100 Punkten, bei OpenCritic erreichte das Spiel eine durchschnittliche Wertung von 80 aus 100 Punkten. Grundsätzlich lobten die Kritiker die Modernisierung des Spieleklassikers und das Fehlen größerer Bugs. Dass die Grafik etwas comichafter gestaltet wurde, erweckt gemischte Gefühle: So lobt Benjamin Jakobs von Eurogamer, dass die Grafik „hübsch anzuschauen“ ist und an die Anforderungen moderner Systeme angepasst wurde, aber nichts von ihrem alten Charme einbüßt. Eike Cramer von 4Players aber beschreibt die grafischen Anpassungen als „dramatisch“ und empfindet die „albernen Comic-Bewohner“ als unpassend für das Setting – er schließt seine Bewertung mit dem Fazit: „Bei Pharaoh: A New Era wäre visuell deutlich mehr drin gewesen[…].“